# Rodrigo Santoro
Rodrigo Junqueira dos Reis Santoro (n. 22 august 1975) este un actor brazilian.
El a apărut în multe filme de succes, ca de exemplu: Bicho de Sete Cabeças (2001), Carandiru (2003), Love Actually (2003), 300 (2006), Che (2008), I Love You Phillip Morris (2009), Rio (2011) și 300 - Ascensiunea unui imperiu (2014).